# Serafim Todorov
Serafim Todorov (n. 6 iulie 1969, Peștera, Pazardjik, Bulgaria) este un boxer ce a reprezentat Bulgaria, medaliat olimpic. A participat la 3 ediții ale Jocurilor Olimpice (1988, 1992, 1996) în care a câștigat o medalie de argint.